# Ouganda aux Jeux olympiques d'été de 2016
 (août 2024).
Si vous disposez d'ouvrages ou d'articles de référence ou si vous connaissez des sites web de qualité traitant du thème abordé ici, merci de compléter l'article en donnant les références utiles à sa vérifiabilité et en les liant à la section « Notes et références ».
L'Ouganda participe aux Jeux olympiques d'été de 2016 à Rio de Janeiro au Brésil du 5 août au 21 août. Il s'agit de sa 15e participation à des Jeux d'été.

## Athlétisme

### Hommes

#### Course
| Athlètes                | Compétitions         | Série          | Série | Demi-finales  | Demi-finales | Finale          | Finale  |
| Athlètes                | Compétitions         | Temps          | Rang  | Temps         | Rang         | Temps           | Rang    |
| ----------------------- | -------------------- | -------------- | ----- | ------------- | ------------ | --------------- | ------- |
| Ronald Musagala         | 1 500 mètres         | 3 min 38 s 45  | 4e    | 3 min 40 s 37 | 5e           | 3 min 51 s 68   | 11e     |
| Joshua Kiprui Cheptegei | 5 000 mètres         | 13 min 25 s 70 | 4e    | NC            | NC           | 13 min 09 s 17  | 8e      |
| Jacob Kiplimo           | 5 000 mètres         | 13 min 30 s 40 | 11e   | NC            | NC           | Éliminé         | Éliminé |
| Phillip Kipyeko         | 5 000 mètres         | 13 min 24 s 66 | 11e   | NC            | NC           | Éliminé         | Éliminé |
| Joshua Kiprui Cheptegei | 10 000 mètres        | NC             | NC    | NC            | NC           | 27 min 10 s 06  | 6e      |
| Moses Kurong            | 10 000 mètres        | NC             | NC    | NC            | NC           | 28 min 03 s 38  | 22e     |
| Timothy Toroitich       | 10 000 mètres        | NC             | NC    | NC            | NC           | 28 min 04 s 84  | 23e     |
| Solomon Mutai           | Marathon             | NC             | NC    | NC            | NC           | 2 h 11 min 49 s | 8e      |
| Stephen Kiprotich       | Marathon             | NC             | NC    | NC            | NC           | 2 h 13 min 32 s | 14e     |
| Jackson Kiprop          | Marathon             | NC             | NC    | NC            | NC           | 2 h 22 min 09 s | 80e     |
| Jacob Araptany          | 3 000 mètres steeple | 8 min 21 s 53  | 2e    | NC            | NC           | DNF             | /       |
| Benjamin Kiplagat       | 3 000 mètres steeple | 8 min 30 s 76  | 6e    | NC            | NC           | Éliminé         | Éliminé |

### Femmes

#### Course
| Athlètes        | Compétitions         | Série          | Série | Demi-finales  | Demi-finales | Finale          | Finale   |
| Athlètes        | Compétitions         | Temps          | Rang  | Temps         | Rang         | Temps           | Rang     |
| --------------- | -------------------- | -------------- | ----- | ------------- | ------------ | --------------- | -------- |
| Halimah Nakaayi | 800 mètres           | 1 min 59 s 78  | 5e    | 2 min 00 s 63 | 5e           | Éliminée        | Éliminée |
| Winnie Nanyondo | 800 mètres           | 2 min 02 s 77  | 6e    | Éliminée      | Éliminée     | Éliminée        | Éliminée |
| Juliet Chekwel  | 5 000 mètres         | 15 min 29 s 07 | 9e    | NC            | NC           | Éliminée        | Éliminée |
| Stella Chesang  | 5 000 mètres         | 15 min 49 s 80 | 13e   | NC            | NC           | Éliminée        | Éliminée |
| Juliet Chekwel  | 10 000 mètres        | NC             | NC    | NC            | NC           | DNF             | /        |
| Nyakisi Adero   | Marathon             | NC             | NC    | NC            | NC           | 2 h 42 min 39 s | 68e      |
| Peruth Chemutai | 3 000 mètres steeple | 9 min 31 s 03  | 7e    | NC            | NC           | Éliminée        | Éliminée |